# Parti de la reconstruction du Canada
 (août 2020).
Si vous disposez d'ouvrages ou d'articles de référence ou si vous connaissez des sites web de qualité traitant du thème abordé ici, merci de compléter l'article en donnant les références utiles à sa vérifiabilité et en les liant à la section « Notes et références ».
Le Parti de la reconstruction est un ancien parti politique fédéral canadien.

## Historique
En 1934, ce parti est créé à un moment où le Canada est en pleine crise économique. 
Certains députés conservateurs, dirigés par Henry Herbert Stevens, sont mécontents des mesures adoptées par le gouvernement de Richard B. Bennett. Se retirant du Parti national-conservateur, ces députés dissidents fondent le Parti de la reconstruction quelques mois avant les élections d'octobre 1935.
Cette situation a pour principal conséquence de mener à la chute du Parti conservateur qui perd le pouvoir. Un seul député de ce nouveau parti remporte un siège, soit Henry Herbert Stevens.